# 巴厘虎
巴厘虎（学名：Panthera tigris balica）是一种曾生活在印度尼西亚巴厘岛上的虎的亚种，自1937年已灭绝。它是除爪哇虎和苏门答腊虎外，生活在印尼境内的第三个虎亚种，也是已知体型最小的一种虎。

## 特征
巴厘虎是已知虎的亚种中体型最小的一种。雄性虎体长约2.2至2.3米，体重90—100千克。雌性虎体长约1.9至2米，体重65至80千克。
巴厘虎全身长满橙黄色底黑色条纹的短毛。与其它种的虎相比，它的条纹数量较少，但颜色也较深。偶尔在条纹之间还会出现黑色的小斑点。此外，巴厘虎的头部也有特别的横向条纹。

## 习性
巴厘虎以猎杀巴厘岛当地的哺乳动物與原雞为食。它唯一的天敌是人类。

## 捕杀历史
在20世纪初，殖民爪哇岛的荷兰人曾组织队伍到巴厘岛上捕猎巴厘虎，导致本来就不多的巴厘虎数量大幅下降。1937年9月27日，最后一只雌性巴厘虎在西巴厘岛被猎杀。自此，巴厘虎宣告灭绝。